# Syntypistis
Syntypistis é um gênero de traça pertencente à família Arctiidae.